# ラーム・マンディール
ラーム・マンディル (Ram Mandir、直訳 ラーマ寺院) は、インドのウッタル・プラデーシュ州アヨーディヤーにあるヒンドゥー教寺院である。
この場所はヒンドゥー教の主神であるラーマの神話上の生誕地であるラーム・ジャンマブーミ場所であると信じられている。

## 概要

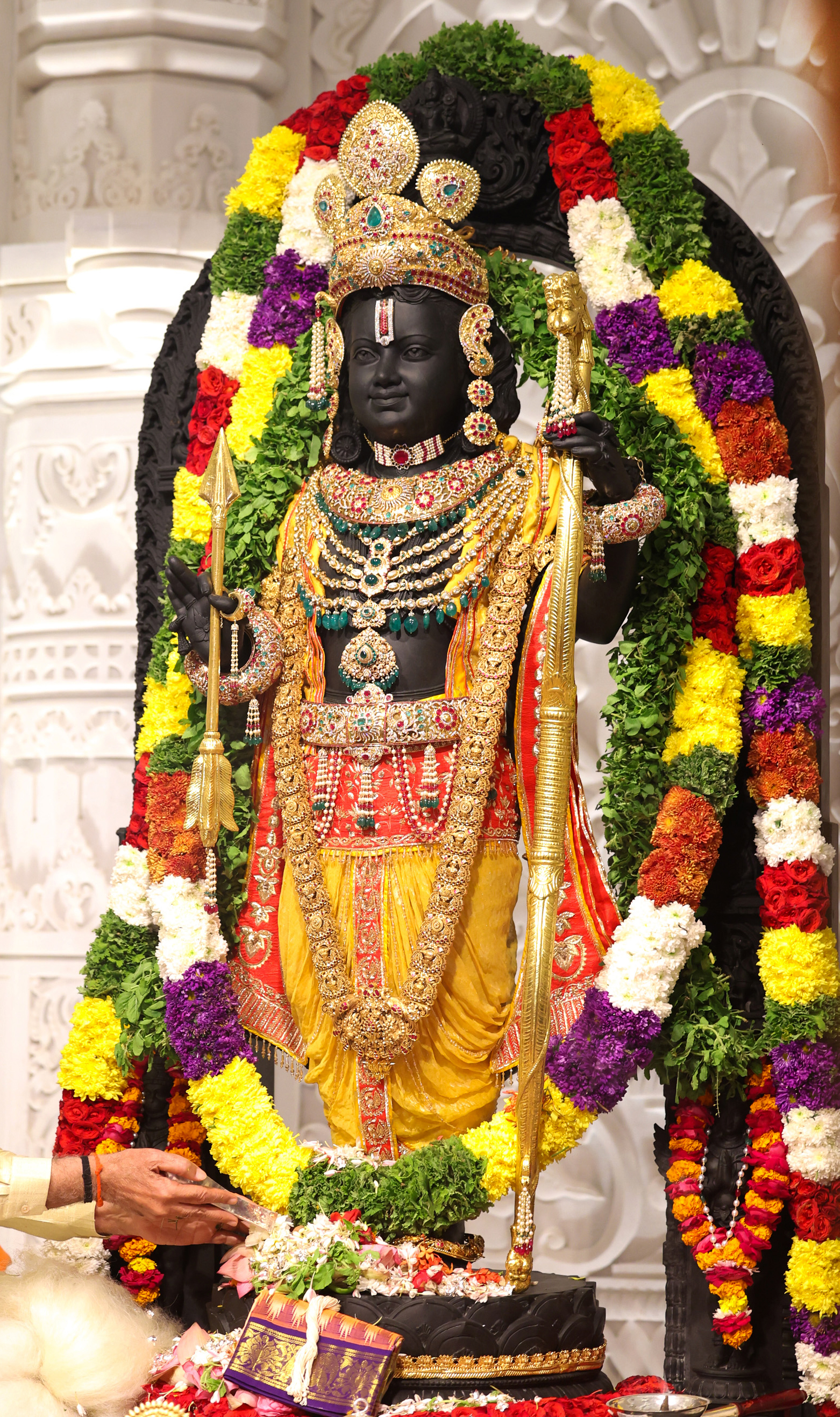
ラーマの5歳の姿であるラーム・ララ

ラーマの5歳の姿であるラーム・ララは、ラーム・マンディールの主神である。ラーマは、ヴィシュヌ神のプルナーヴァターラ（文字通り 「完全な化身」）とみなされている著名なヒンドゥー教の神である。ラーマはヒンズー教の文化と宗教において非常に重要な意味を持っている。

## 歴史
この場所は、16世紀に建てられたバーブリー・マスジドの跡地であり、モスクは1992年に破壊された。2019年、インド最高裁判所は係争中の土地を寺院建設のためにヒンズー教徒に与える一方、イスラム教徒にはモスク建設のために他の場所に土地を与えるという判決を下した。